# Mitch Vogel
Mitchel L. Vogel (Alhambra, 17 gennaio 1956) è un attore statunitense.
Conosciuto soprattutto per la sua interpretazione di Boon il saccheggiatore di Mark Rydell per cui ebbe la nomination al Golden Globe per il miglior attore non protagonista nel 1970. Tra gli altri suoi lavori si ricorda la serie televisiva western Bonanza.

## Filmografia parziale

### Cinema
- Appuntamento sotto il letto (Yours, Mine and Ours), regia di Melville Shavelson (1968)
- Boon il saccheggiatore (The Reivers), regia di Mark Rydell (1969)
- Texas Detour, regia di Howard Avedis (1978)

### Televisione
- Il virginiano (The Virginian) – serie TV, episodio 7x09 (1968)
- Bonanza – serie TV, 48 episodi (1968-1973)
- La ragazza del riformatorio (Born Innocent), regia di Donald Wrye – film TV (1974)
- La casa nella prateria (Little House on the Prairie) – serie TV, episodi 1x05-1x23 (1974)
- Le strade di San Francisco (The Streets of San Francisco) – serie TV, episodio 3x07 (1974)

## Doppiatori italiani
- Sandro Acerbo in Boon il saccheggiatore
- Tony Fusaro in La casa nella prateria